# Melinnexis moorei
Melinnexis moorei är en ringmaskart som beskrevs av Hartman 1960. Melinnexis moorei ingår i släktet Melinnexis och familjen Ampharetidae. Inga underarter finns listade i Catalogue of Life.